# مرکز ملی تنیس بیلی جین کینگ

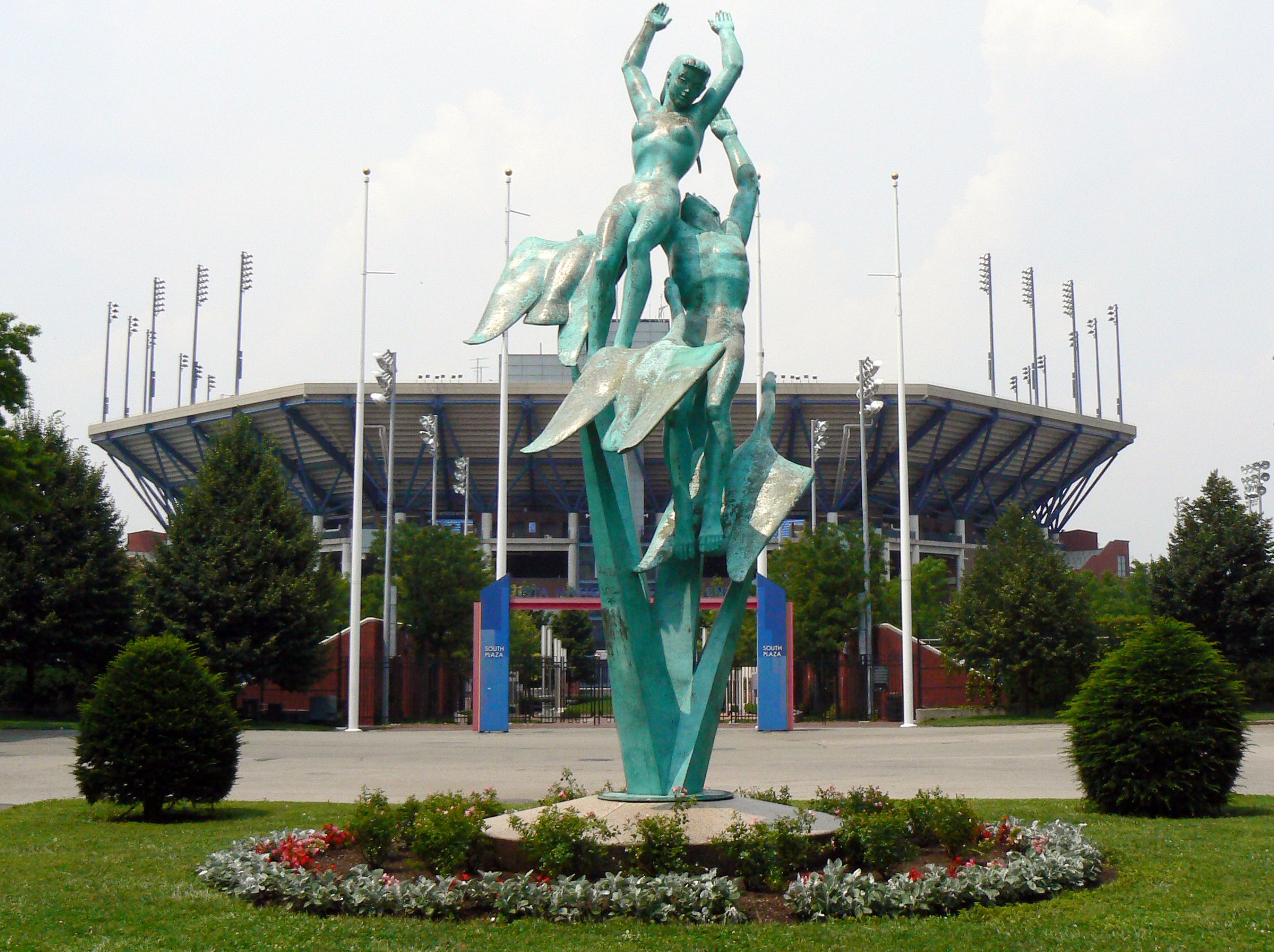
مجسمه برنزی در مرکز ملی تنیس بیلی جین کینگ

مرکز ملی تنیس بیلی جین کینگ (انگلیسی: USTA Billie Jean King National Tennis Center) یک مجموعه ورزشی در شهر نیویورک، ایالات متحده آمریکا است.
این مجموعه ورزشی که در فلاشینگ مدوز–کورونا پارک قرار دارد در سال ۱۹۷۸ تأسیس شده و دارای ۲۲ زمین تنیس در مساحتی به متراژ ۴۶٫۵ جریب فرنگی (۰٫۱۸۸ کیلومتر مربع؛ ۰٫۰۷۲۷ مایل مربع) و ۱۱ زمین در پارک‌های مجاور می‌باشد که تمامی آنها دارای سطح سخت هستند.
ورزشگاه آرتور اش که در این مجموعه ورزشی قرار دارد با ۲۳٬۷۷۱ نفر ظرفیت بزرگترین ورزشگاه تنیس جهان می‌باشد.

## نگارخانه

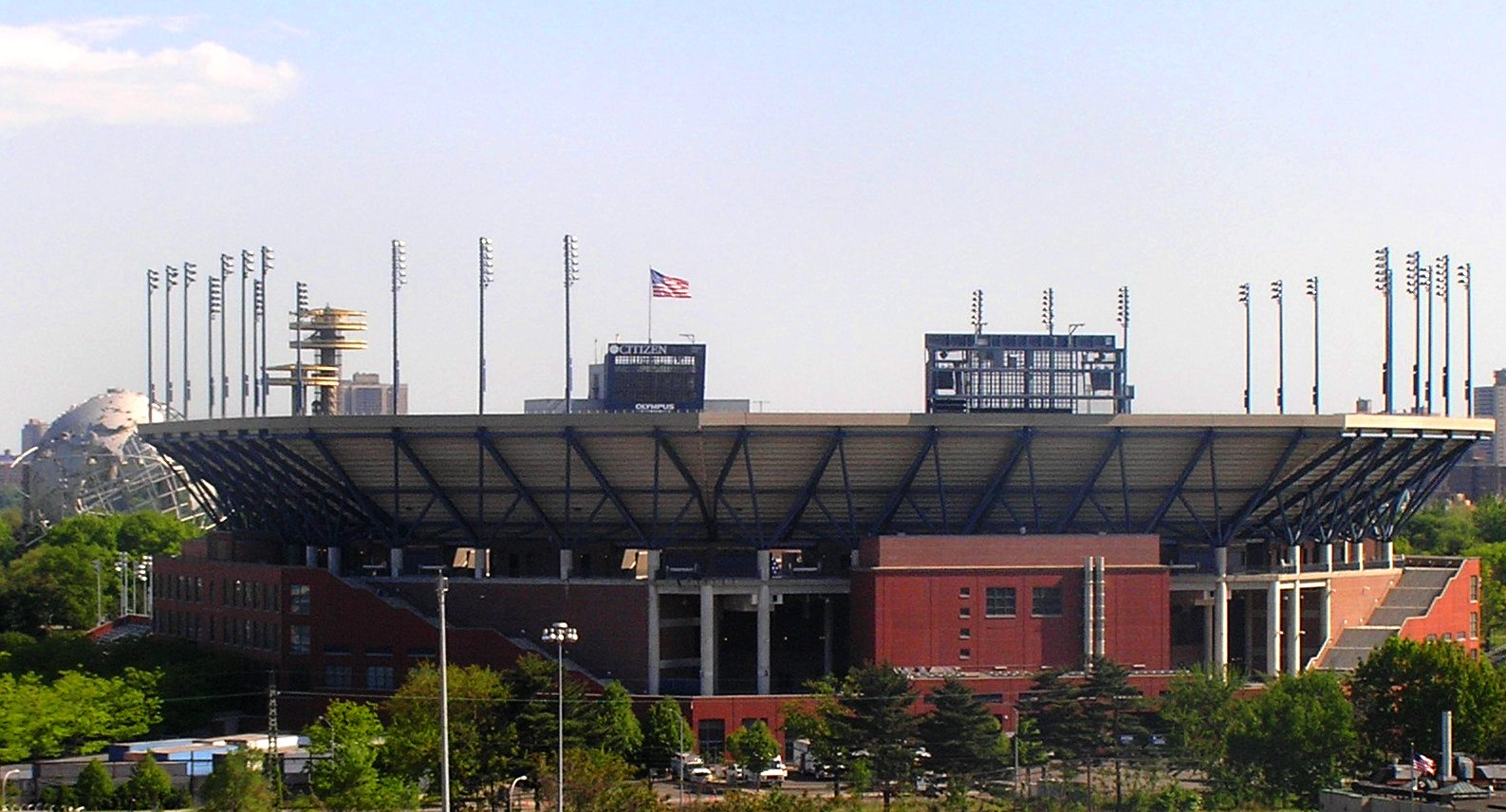
ورزشگاه آرتور اش
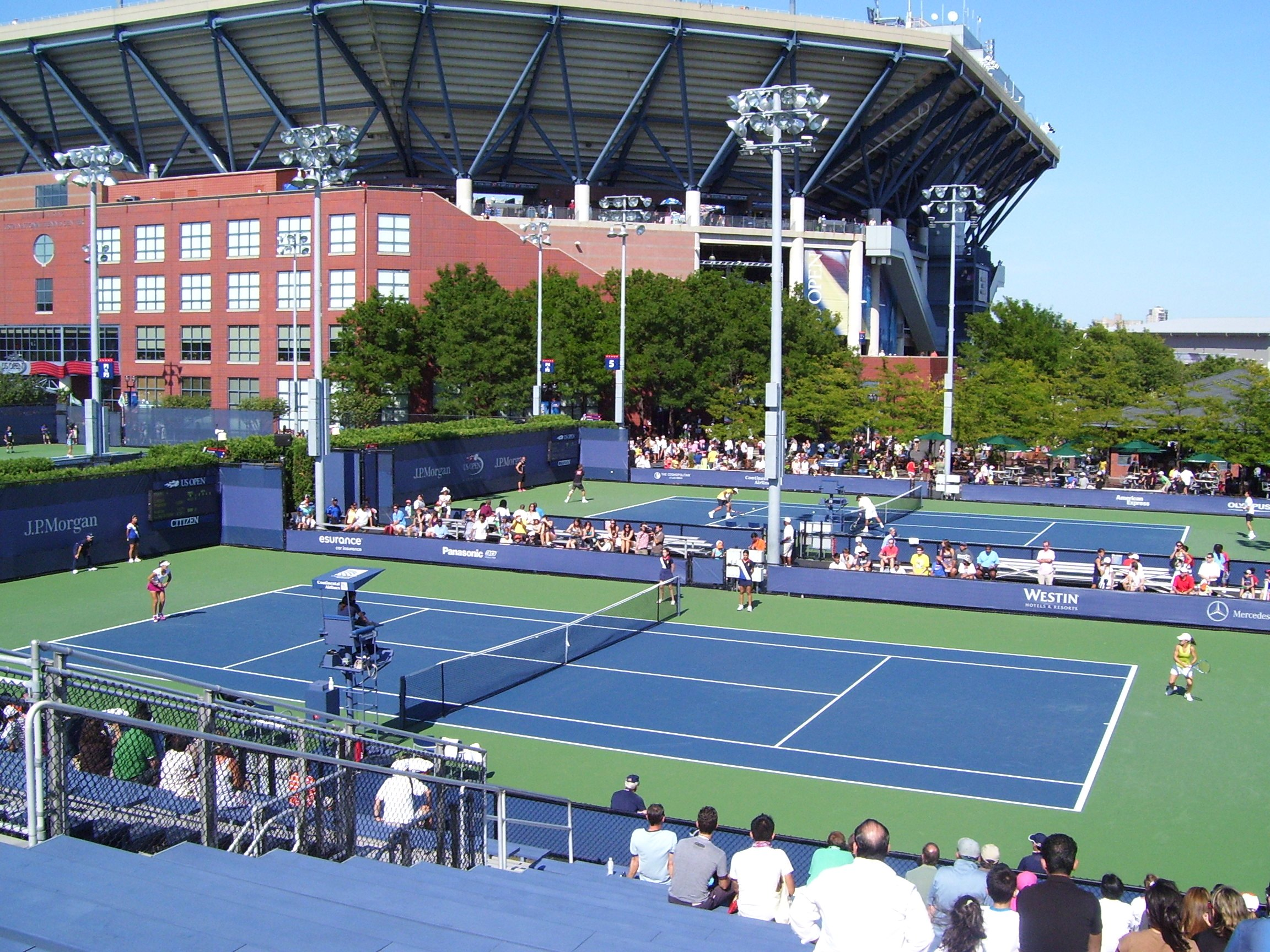
زمین‌های تنیس مجموعه
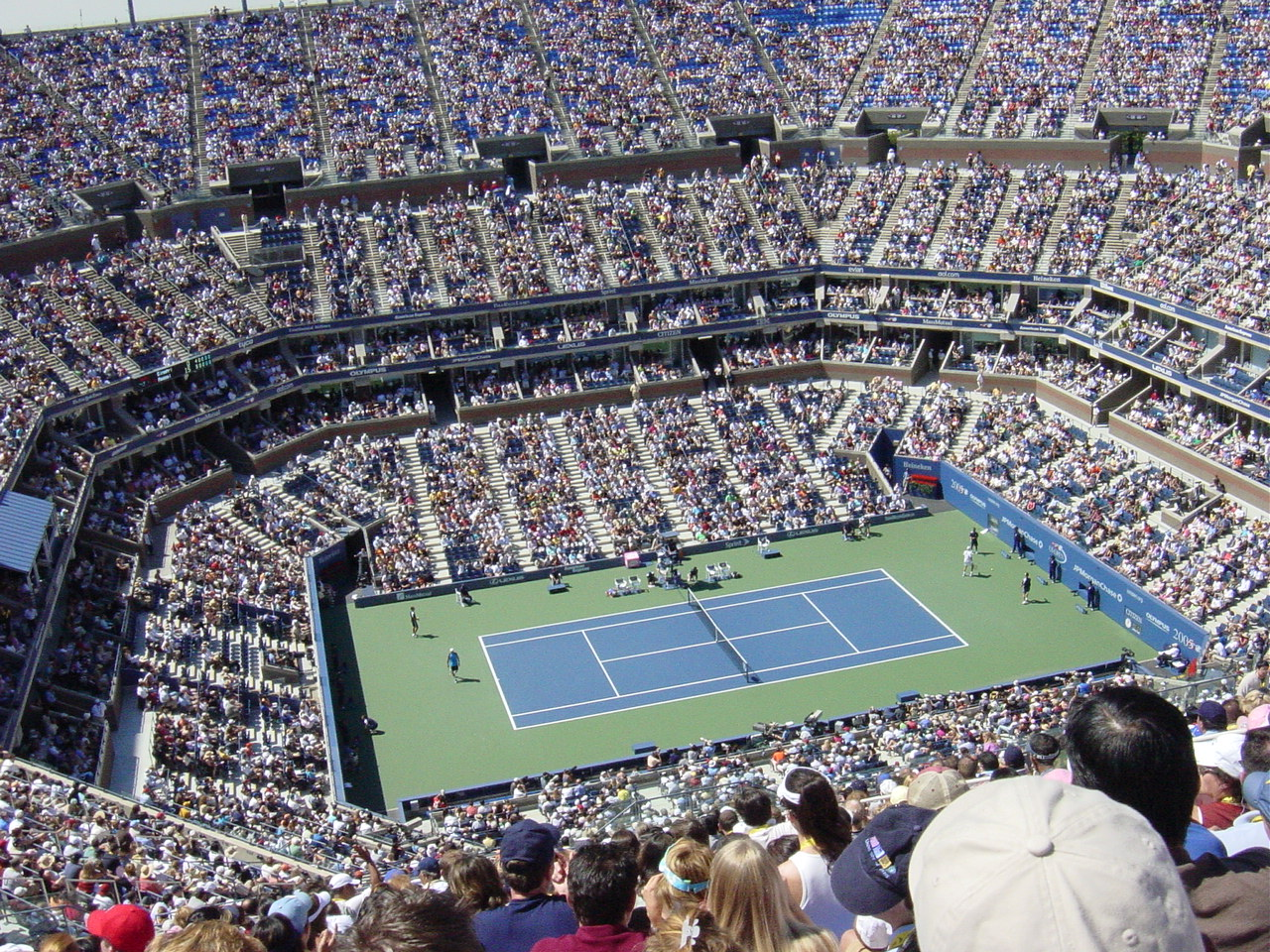
ورزشگاه آرتور اش
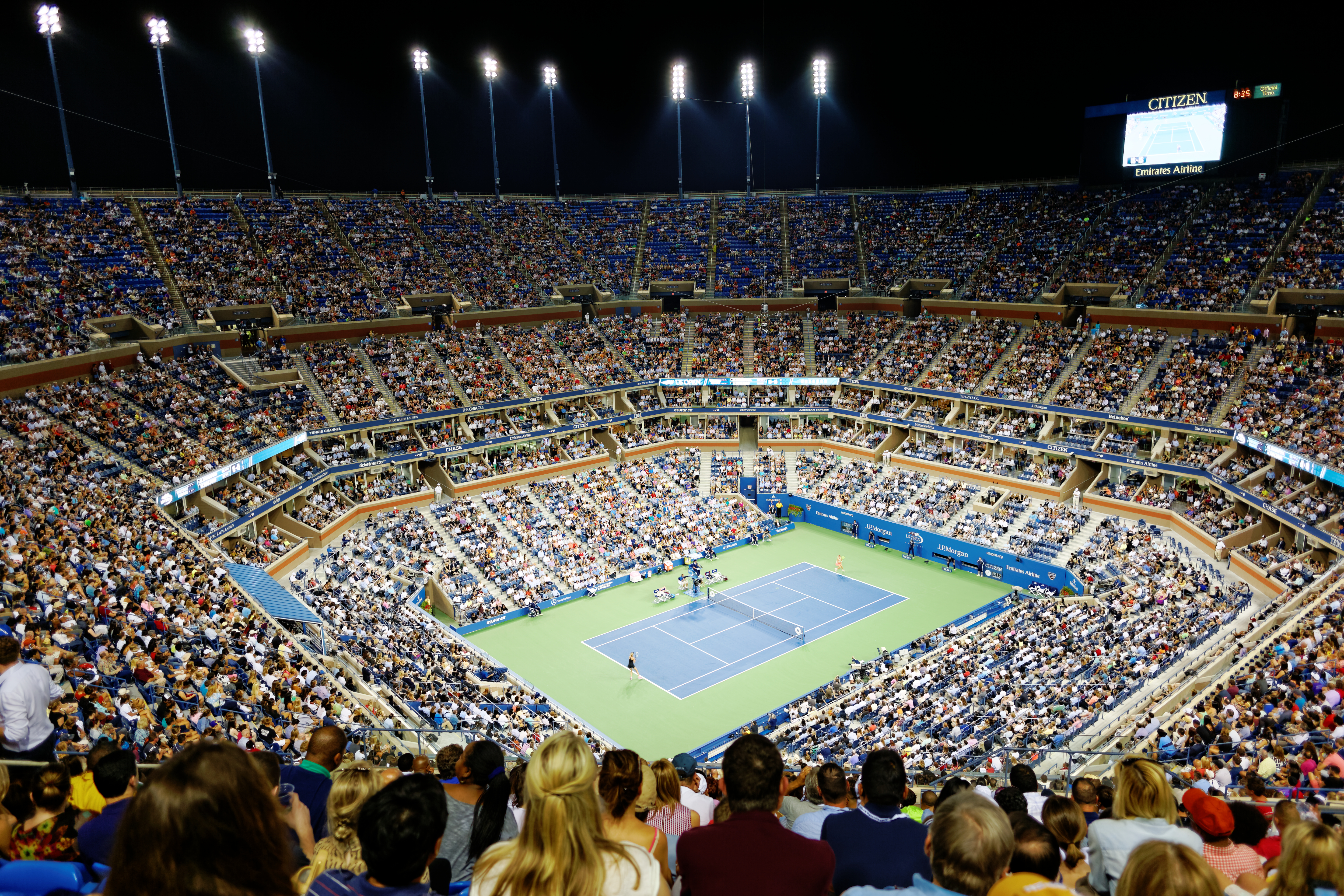
ورزشگاه آرتور اش
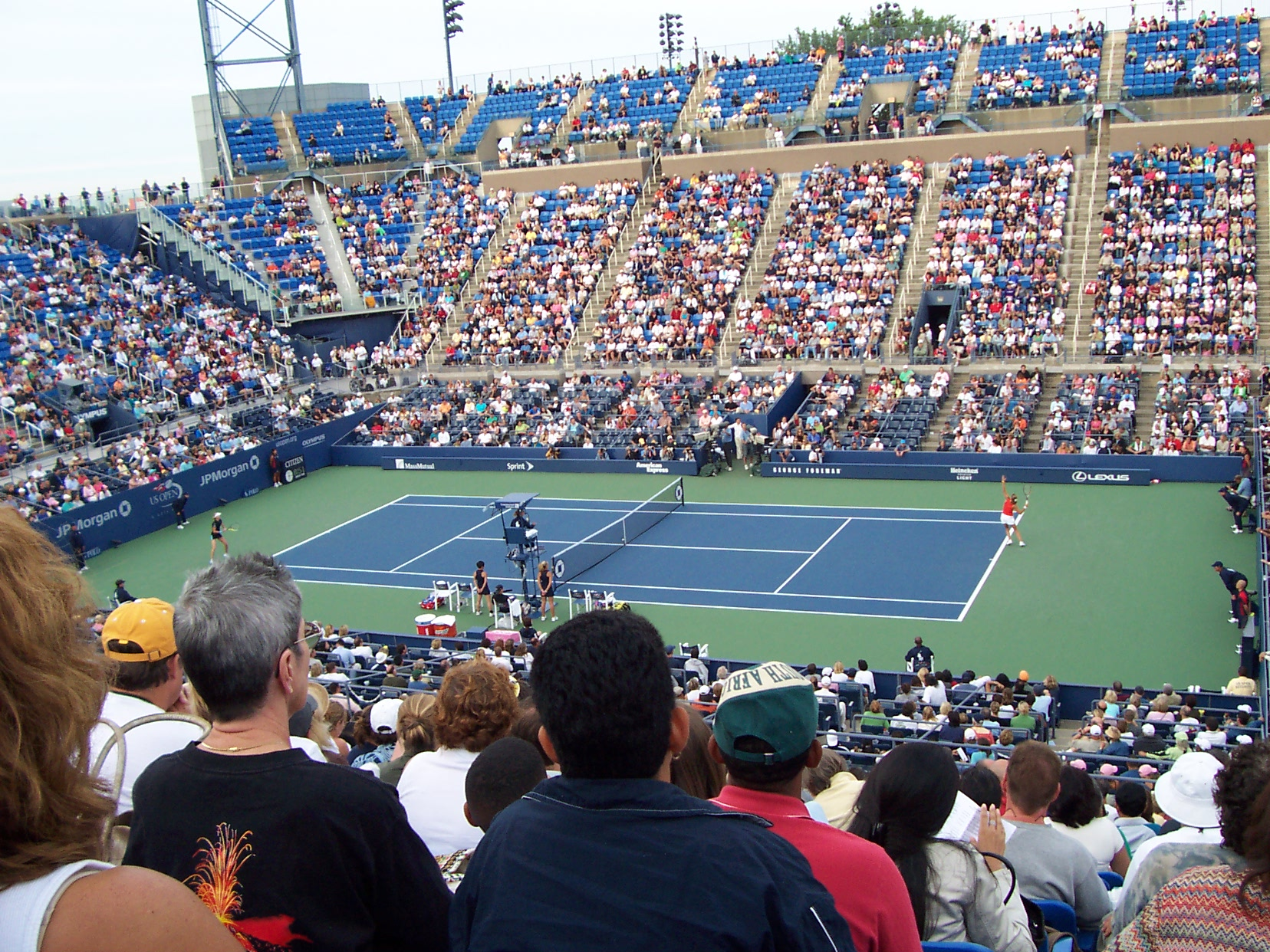
ورزشگاه لویی آرمسترانگ